# Sipunculus mundanus
Sipunculus mundanus är en stjärnmaskart som beskrevs av Emil Selenka, Bnlow in Selenka, de Man och Bnlow 1883. Sipunculus mundanus ingår i släktet Sipunculus och familjen Sipunculidae. Inga underarter finns listade i Catalogue of Life.